# آنتیل داون
آنتیل داون یا تا سپیده‌دم (به انگلیسی: Until Dawn) یک بازی ویدئویی در سبک درام تعاملی و ترس و بقا است که توسط سوپرمسیو گیمز توسعه یافته و به‌وسیلهٔ سونی کامپیوتر انترتینمنت برای کنسول پلی‌استیشن ۴ منتشر شده است. این بازی در ابتدا قرار بود به عنوان یک بازی اول‌شخص برای کنسول پلی‌استیشن ۳ عرضه شود و سونی برای اولین بار آن را در نمایشگاه گیمزکام سال ۲۰۱۲، به عنوان یکی از بازی‌هایی که قابلیت پشتیبانی از پلی‌استیشن موو را داشت رونمایی کرد، اما در اوت ۲۰۱۴، یکبار دیگر به عنوان یکی از عناوین پلی‌استیشن ۴ معرفی شد. بازی دارای یک سیستم اثر پروانه‌ای است که در آن بازیکنان باید تصمیماتی اتخاذ کنند که ممکن است داستان بازی را تغییر دهد. تمامی شخصیت‌های قابل کنترل بسته به انتخاب‌های انجام شده می‌توانند زنده بمانند یا بمیرند. بازیکنان محیط را از زاویهٔ دید سوم شخص دنبال می‌کنند و با یافتن سرنخ‌هایی به حل معماهای بازی می‌پردازند.
هنگامی که هشت دوست در کوهی دور افتاده گرفتار شدند چیزی نگذشت که همه چیز به صورت شوم‌واری دگرگون شد و آن‌ها متوجه شدند در آنجا تنها نیستند. آنتیل دُون در تاریخ ۲۵ اوت ۲۰۱۵ در آمریکا، ۲۶ اوت ۲۰۱۵ در بیشتر مناطق اروپا و ۲۸ اوت در انگلستان منتشر شد.
آنتیل داون به‌طور کلی با واکنش‌های مثبتی از سوی منتقدان همراه بود که ماهیت شاخه‌ای داستان، سیستم اثر پروانه‌ای، شخصیت‌ها، و رویداد فوری مورد تحسین قرار گرفت، اما منتقدان نسبت به کنترل‌های بازی انتقاداتی داشتند. نسخه‌ای بازسازی شده برای پلی‌استیشن ۵ و مایکروسافت ویندوز در ۴ اکتبر ۲۰۲۴ عرضه شد. یک فیلم سینمایی نیز با الهام از این بازی و به کارگردانی دیوید اف. سندبرگ دستمایه اقتباس قرار گرفت که در آوریل ۲۰۲۵ اکران شد.

## روند بازی
این بازی نیز همانند آثار مشابه خود مانند هوی رین و ماوراء: دو روح تکیه بر انتخاب و سرعت عمل بالا دارد. این اثر از سیستم رویداد فوری استفاده می‌کند، یعنی بازیکن باید با فشردن دکمه‌های نشان داده شده بر روی صفحه در زمان مناسب باعث روی دادن یک اتفاق یا مانع از انجام یک رویداد شود. در بعضی نقاط، بازی، برای بازیکن دو راه متفاوت برای طی یک مسیر پیش رو می‌گذارد، به‌طور مثال اگر دو مسیر برای رسیدن به نقطهٔ B وجود داشته باشد، یک مسیر امن‌تر اما طولانی‌تر و دیگری خطرناک‌تر اما کوتاه‌تر است. همچنین، برای پیشبرد داستان بازیکن باید بین یکی از دیالوگ‌ها و اعمال پیشنهاد شده یکی را انتخاب کند. این کارها سرنوشت شخصیت‌ها را معین می‌کند. تأثیر این کارها در بازی اثر پروانه‌ای نامگذاری شده است.
نوعی مجسمه در بازی قرار داده شده است که به آن‌ها توتم مرگ گفته می‌شود. هنگامی که بازیکن به درون توتم‌ها نگاه می‌کند، تصویری چند ثانیه‌ای مشاهده می‌شود که در واقع حوادث را در آینده نشان خواهد داد. این حوادث بسته به انتخاب بازیباز می‌توانند تغییر کنند، بنابراین بازیکن باید سرنوشت شخصیت را درست انتخاب کند. دهان هر توتم رنگ معینی دارد که نوع سرنوشت را بیان می‌کند مثل توتم با دهان قرمز که سرنوشت مرگ یک شخصیت را نشان می‌دهد.

## داستان
داستان بازی دربارهٔ هشت جوان است که در سالگرد مفقود شدن دو تن از دوستانشان به عمارت خانوادگی آنها در منطقه ه‌ای کوهستانی آمده‌اند تا یاد رفقای از دست رفته‌شان را زنده نگه دارند. اما اتفاقاتی برایشان رخ می‌دهد که هر یک از آن‌ها را تا سر حد مرگ از آمدن به این سفر پشیمان می‌کند. داستان بازی را به سه بخش می‌توان تقسیم کرد. بخش ابتدایی، ورود کاراکترها به عمارت و آشنایی با ویژگی‌های اخلاقی و روابط بین آن‌هاست. بخش دوم نیز آگاهی از حضور افرادی ناشناس و فرار از دست آن‌هاست. بخش نهایی بازی نیز فهمیدن برخی حقایق و مواجهه با این عوامل تهدید کننده است.

## شخصیت‌های بازی
- رامی ملک در نقش جاش
- هیدن پنیتیر در نقش سم
- نواه فلیس در نقش کریس
- گالادریل استاینمن در نقش اشلی
- نیکول بلوم در نقش امیلی
- جردن فیشر در نقش مت
- برت داالتون در نقش مایک
- میگان جت مارتین در نقش جسیکا
- پیتر استورماره در نقش دکتر هیل
- لری فسندن در نقش استرنجر
- الا لنتینی در نقش هانا و بت